# Эгес, Рамиро
Рами́ро Эге́с Ли́ма (исп. Ramiro Eguez Lima; род. 16 марта 2004) — боливийский футболист, полузащитник клуба «Блуминг».

## Клубная карьера
Эгес — воспитанник клуба «Блуминг». 8 сентября 2022 года в матче против «Боливара» он дебютировал в боливийской Примере. 

## Международная карьера
В 2023 году в составе молодёжной сборной Боливии Эгес принял участие в молодёжном чемпионате Южной Америки в Колумбии. На турнире он сыграл в матчах против сборных Венесуэлы, Эквадора и Чили.